# Ain Orma
Ain Orma  (in arabo عين عرمة‎?) è un centro abitato e comune rurale del Marocco situato nella prefettura di Meknès, regione di Fès-Meknès. Conta una popolazione di 3 495 abitanti (censimento 2014).